# Swanton (Maryland)
Swanton – jednostka osadnicza w Stanach Zjednoczonych, w stanie Maryland, w hrabstwie Garrett.